# Meine Klasse – Voll das Leben
Meine Klasse – Voll das Leben ist eine deutsche Seifenoper. Produziert wurde sie von Constantin Entertainment und lief vom 25. März bis zum 10. April 2019 montags bis freitags im Nachmittagsprogramm von Sat.1 um 17:00 Uhr. Die restlichen Episoden wurden über den YouTube-Kanal ausgestrahlt und auf der Webseite gezeigt.

## Hintergrund
Im Jahr 2017 wurde eine Pilotstaffel mit fünf Episoden gesendet. Da diese gute Einschaltquoten erzielt hatte, ging die Serie im Jahr 2019 in Produktion. Es wurden 40 Folgen gedreht. In der Pilotstaffel wurden andere Darsteller als in der Serienstaffel besetzt.

## Ausstrahlung
Nachdem die Serie fertig produziert worden war, wurde sie am 25. März 2019 bei Sat.1 erstmals ausgestrahlt.

### Einschaltquoten
Nachdem bereits die Serie Alles oder nichts mit niedrigen Einschaltquoten zu kämpfen hatte und nach 50 Episoden aus dem Free-TV-Programm genommen worden war, konnte auch Meine Klasse nicht überzeugen. Die Quoten lagen stets zwischen 5 und 6,6 %.

## Handlung
In der Serie ging es um die Lehrer Franka Schubert, Robin Handke, Paula Stein und Yasin Ömür, die den Schulalltag bewältigen und ihre privaten Probleme lösen.

## Besetzung

### Hauptdarsteller
| Schauspieler   | Rolle                               | Folgen | Jahre | Beschreibung                                                                                |
| -------------- | ----------------------------------- | ------ | ----- | ------------------------------------------------------------------------------------------- |
| Davis Schulz   | Yasin Ömür                          | 1–40   | 2019  | Lehrer; Verlobter von Paula; Noch-Ehemann von Sultan                                        |
| Nadine Baier   | Franka Schubert                     | 1–40   | 2019  | Lehrerin; Freundin von Robin; Mutter von Lara und Lisa; Kollegin von Paula, Robin und Yasin |
| Martin Luding  | Robin Handke                        | 1–40   | 2019  | Lehrer; Vater von Rosa; Freund von Franka                                                   |
| Claudia Funke  | Pauline „Paula“, „Paulinchen“ Stein | 1–40   | 2019  | Lehrerin; Tochter von Georg; Verlobte von Yasin                                             |
| Jana Münster   | Lara Schubert                       | 1–40   | 2019  | Schülerin; Tochter von Franka und Ben; Zwillingsschwester von Lisa                          |
| Sophia Münster | Lisa Schubert                       | 1–40   | 2019  | Schülerin; Tochter von Franka und Ben; Zwillingsschwester von Lara                          |
| Dennis Nguyen  | Tuncay                              | 11–20  | 2019  | Schüler; Bester Freund von Linus                                                            |
| Jonas Martens  | Klaas                               | 11–20  | 2019  | Schüler; Klassenkamerad von Tuncay und Linus                                                |